# Les Rescapés
Les Rescapés est une série télévisée québécoise de science-fiction en 23 épisodes de 45 minutes écrite par Frédéric Ouellet, diffusée entre le 7 septembre 2010 et le 4 avril 2012 sur la Télévision de Radio-Canada.
TV5 Monde a diffusé la première saison du 1er mars au 4 avril 2013.

## Synopsis
Montréal, 1964. L’inspecteur Gérald Boivin patauge dans son enquête sur une série d’incendies criminels et son patron l’incite à prendre congé. Au moment où Gérald emmène sa femme Monique, ses trois enfants et son vieux père en vacances, un homme mystérieux l’aborde et lui donne rendez-vous sur le mont Royal. Quand les Boivin le rencontrent, ils sont subitement transportés en 2010.

## Distribution
- Roy Dupuis : Gérald Boivin
- Guylaine Tremblay : Monique Boivin
- Benoît Girard : Horace Boivin
- Maxim Gaudette : Charles Boivin
- Ève Lemieux : Jeanne Boivin
- Antoine L'Écuyer : Marco Boivin
- Yan England : Viateur Bolduc
- Denis Gravereaux : Monsieur Chabanel
- Mélissa Désormeaux-Poulin : Thérèse Desbiens
- Céline Bonnier : Gina McRae
- Pierre-Alexandre Fortin : Rémi Casgrain
- Marie-Chantal Perron : Marguerite
- Roger La Rue : Jean-Paul
- François Létourneau : Stéphane Harton
- Blaise Tardif : Fred Chabot
- Tony De Santis : Panzini
- Isabel Dos Santos : Héléna Harton
- Marc Poulin : Frère Tanguay
- Marie Charlebois : Commandant Bernier
- Mikhail Ahooja : Daniel (1980)
- Michael Richard : Gilles Cournoyer (1960)
- Frédéric Gilles : Surchat
- Anik Lefebvre : Femme de Théo
- François Papineau : Daniel Cournoyer
- Charles Tisseyre : Scientifique
- Marianne Farley : Alexandra
- Guy Thauvette : Bouchard

## Fiche technique
- Idée originale : Marc Poulin
- Scénarios et dialogues : Frédéric Ouellet et Joanne Arseneau (saison 2)
- Réalisateur : Claude Desrosiers (saison 1) et Francis Leclerc (saison 2)
- Producteurs : Joanne Forgues et Marc Poulin
- Productrice déléguée : Catherine Faucher
- Musique originale : Luc Sicard
- Société de production: Productions Casablanca et Avenue Productions

## Épisodes

### Première saison (2010)
La première saison de treize épisodes a été diffusée entre le 7 septembre et le 30 novembre 2010.

### Deuxième saison (2012)
La deuxième saison de dix épisodes a été diffusée entre 1er février et le 4 avril 2012.

## DVD
Les deux saisons sont disponibles en DVD.